# Island (Yonne)
Island település Franciaországban, Yonne megyében. Lakosainak száma 188 fő (2022. január 1.). Island Vault-de-Lugny, Saint-André-en-Morvan, Avallon, Domecy-sur-le-Vault, Menades, Saint-Germain-des-Champs és Tharoiseau községekkel határos.

## Népesség
A település népességének változása:
| Lakosok száma | 180  | 185  | 199  | 182  | 184  | 186  | 188  | 188  | 188  |
|               | 2013 | 2015 | 2016 | 2017 | 2018 | 2019 | 2020 | 2021 | 2022 |